# Junjo Romantica
Junjo Romantica (jap. 純情ロマンチカ, Junjō Romanchika, dt. „unschuldige Romanze“) ist eine Manga-Reihe der japanischen Zeichnerin Shungiku Nakamura. Die Reihe wurde 2008 und 2015 auch als Anime-Fernsehserie umgesetzt.
Das Werk handelt von der Liebe zwischen drei männlichen Paaren und lässt sich so in die Genre Boys Love und Komödie einordnen.

## Handlung

### Junjō Romantica
Der Junge Misaki Takahashi lebt nach dem Tod seiner Eltern gemeinsam mit seinem Bruder Takahiro Takahashi. Dieser kümmert sich um ihn und gibt dafür auch sein Studium auf, weswegen Misaki unbedingt an der hochangesehenen Universität studieren will, an welcher sein Bruder studieren wollte. Um das zu erreichen, soll ihm Takahiros exzentrischer Freund Akihiko Usami (auch „Usagi-san“) Nachhilfe geben. Dieser ist Autor von Romanen und schreibt nebenbei, wie sich später herausstellt, noch Schwulenromane. Durch diese entdeckt Misaki bald darauf, dass Akihiko in Takahiro verliebt ist; Misaki selbst verliebt sich langsam in Akihiko.

### Junjō Egoist
Hiroki Kamijō, Akihikos Freund und Misakis Literaturprofessor, ist schon seit Jahren in Akihiko verliebt. Dieser ahnt davon nichts. Als Akihikos bester Freund Takahiro, in welchen dieser verliebt ist, eine Freundin findet, ergreift Hiroki die Chance und schläft mit Akihiko. Dabei merkt er doch, dass Akihiko ihn nie so lieben wird, wie er Takahiro liebt. Als er wegen Liebeskummer in einem Park weint, trifft er auf Nowaki Kusama. Dieser will studieren und bittet Hiroki deshalb um Nachhilfe. Bald verliebt sich Nowaki in Hiroki und will ihn für sich gewinnen. Trotz seiner Sturheit verliebt sich auch Hiroki in Nowaki.

### Junjō Terrorist
Yō Miyagi, Literaturprofessor an der M-Uni ist auch Hirokis Vorgesetzter. Sein Ex-Schwager, der 18-jährige Shinobu Takatsuki, ist voreilig von seinem Austauschjahr in Australien zurückgekommen, als er hörte, dass sich Miyagi und seine Frau geschieden hätten. Shinobu ist schon seit drei Jahren in Miyagi verliebt, bevor er wusste, dass Miyagi und seine Schwester verlobt waren. Miyagi, der nichts von Shinobu will, findet dessen Gefühle zunächst lästig. Danach merkt er jedoch, dass Shinobu es geschafft hat, sich irgendwie in sein Herz zu schleichen. Dazu kommt, dass Miyagi vor Jahren in der gleichen Situation war wie Shinobu jetzt, als er sich in seine Lehrerin verliebt hatte.

### Junjō Minimum
In Junjō Minimum beschäftigt sich die Autorin mit der Kindheit von Usami und Hiroki, die sich kennenlernten als sie 10 waren. Usami ist im Ausland aufgewachsen und neu hergezogen. Hiroki und er lernen sich kennen und Usami ist als Kind schon fast so von sich überzeugt wie Hiroki. Dieser erfährt eines Tages, dass Usami Romane schreibt und ist der erste, der dessen Werke lesen darf. Seit diesem Zeitpunkt ist er wohl Usamis größter Fan, was sich in der Zukunft auch nicht ändern wird.

## Konzeption
Die Geschichte besteht aus drei Handlungssträngen, wobei jeder vom Leben eines der drei Paare erzählt. Die Handlungsstränge sind nur lose durch die Beziehung von Akihiko zu Hiroki und dieser zu Miyagi zueinander verknüpft. Jedes dieser Paare hat eigene Kapitel genannt Junjō Romantica, Junjō Egoist, Junjō Terrorist und Junjō Minimum. Die Namen stehen für die Namen der Paare: Romantica für Akihiko und Misaki; Terrorist für Miyagi und Shinobu; Egoist für Nowaki und Hiroki und Minimum für Asahina und Isaka.
Die Mangaka verwendet oft Super-Deformed-Zeichnungen und viele grafische Übertreibungen.

## Manga
Der Manga wird in Japan seit 2002 in Einzelkapiteln in den Magazinen Asuka Ciel und Ciel Très Très veröffentlicht. Der Verlag Kadokawa Shoten bringt diese Kapitel auch in Sammelbänden (Tankōbon) heraus, von denen bisher 28 erschienen sind. Der Manga ist ein kommerzieller Erfolg, da die Sammelbände in Japan über 2,5 Millionen Mal verkauft wurden. 2008 erschien in Japan ein Artbook mit dem Titel Junjō Romantica Illustration Collection.
Blu bringt Junjo Romantica seit 2006 auf Englisch in den USA heraus, Kazé auf Französisch. Der Verlag Carlsen Comics veröffentlicht den Manga seit Januar 2007 auf Deutsch, wobei bisher 27 Bände erschienen sind, die der Verlag mit einer Altersempfehlung von 16 Jahren kennzeichnet. Die deutsche Übersetzung stammt von Alexandra Klepper.

## Anime
Im Jahr 2008 produzierte das Studio Deen eine Anime-Fernsehserie zum Manga, bei der Chiaki Kon Regie führte. Das Charakter-Design stammt von Yōko Kikuchi, künstlerischer Leiter ist Junko Shimizu. Die Serie mit zwölf Folgen wurde vom 10. April bis zum 26. Juni 2008 auf den japanischen Sendern Fukui TV, TV Saitama, Nara TV, TV Hokkaidō, Chiba TV nach Mitternacht (und damit am vorigen Fernsehtag), sowie mit Versatz auch auf KBS Kyoto, Shin’etsu Hōsō, Gifu Hōsō, TV Kanagawa, Gunma TV, Tokyo MX, Mie TV, TVQ Kyūshū und Kumamoto Hōsō. Eine zweite Staffel mit weiteren zwölf Folgen wird seit dem 11. Oktober 2008 in Japan durch TV Kanagawa und Gifu Hōsō erstausgestrahlt. Bei dieser war neben Junko Shimizu auch Jun’ichi Higashi künstlerischer Leiter.
2015 folgte eine dritte Staffel mit dem gleichen Stab produziert. Die 12 Folgen wurde vom 10. Juli bis 25. September 2015 auf Tokyo MX und Sun Television nach Mitternacht erstausgestrahlt, sowie mit Versatz auch auf AT-X, TV Kanagawa, Chiba TV, TV Saitama, Gifu Hōsō, BS11, Mie TV und TVQ Kyūshū.
Dem im Dezember 2012 erschienenen 16. Band des Mangas lag eine Original Video Animation namens Junjō Romantika 16 bei. Diese entstand ebenfalls unter der Regie von Chiaki Kon nach einem Drehbuch von Mangaautor Shungiku Nakamura.

### Synchronsprecher
Die deutsche Synchronfassung entstand bei G&G Tonstudios in Kaarst unter der Regie von Lukas Güttes.
| Rolle             | japanischer Synchronsprecher (Seiyū) | deutsche Synchronsprecher |
| ----------------- | ------------------------------------ | ------------------------- |
| Misaki Takahashi  | Takahiro Sakurai                     | Ben Küch                  |
| Akihiko Usami     | Hikaru Hanada                        | Tobias Brecklinghaus      |
| Hiroki Kamijō     | Kentarō Itō                          | Christopher Kohn          |
| Nowaki Kusama     | Nobutoshi Canna                      | Julius Keusch             |
| Yō Miyagi         | Kazuhiko Inoue                       | Tim Knauer                |
| Shinobu Takatsuki | Daisuke Kishio                       | Felix Mayer               |
| Eri Aikawa        | Noriko Namiki                        | Dagmar Bittner            |

### Musik
Die Vorspanntitel Kimi = Hana und Shōdō (衝動) wurden gesungen von pigstar und das Abspannlied Baby Romantica stammt von SCRIPT, das der zweiten Staffel, Aioi (相生-アイオイ-) von Juned. Bei der dritten Staffel kam im Vorspann Innocent Graffiti von Fo'xTails zum Einsatz und im Abspann Owaranai Sora (変わらない空) von Luck Life.

## Rezeption
Die Serie habe „Momente glänzender Comedy“, doch diese seien in einem „Haufen sonst öder Dialoge“ verborgen, so Jason Thompson. Auch die Zeichnungen seien in den in Super-deformed-Stil gehaltenen komischen Szenen am besten. Die deutsche Zeitschrift AnimaniA erklärt den Erfolg des Mangas mit den „teilweise sehr verrückten Protagonisten […], die […] mit einer Menge Slapstick amüsant in Szene gesetzt werden.“ Die verstrickten Beziehungsgeflechte garantierten eine unterhaltsame Story und langanhaltenden Lesespaß. Die Altersempfehlung ab 16 Jahren sei wegen vieler eindeutiger Szenen gerechtfertigt. Der Zeichenstil sei durch die außerordentlich unproportional dargestellten Körper ungewöhnlich, habe damit aber auch „einen individuellen Charme“.
Laut Irene Salzmann von Splashcomics wendet sich der Manga vor allem an ältere Leserinnen, die das Genre Shōnen-Ai schätzen. Das Thema sei humorvoll umgesetzt und die Bilder würden auch expliziter, doch bliebe noch viel der Fantasie überlassen. Besonders wichtig sei im Manga, dass eine neue Liebe nie einfach ein Ersatz für die alte ist, jeder Mensch hat besondere Eigenschaften. Die Protagonisten müssten damit und mit sich selbst klarkommen. Die Geschichte bliebe durchgängig spannend und habe durch die Probleme der Beziehungen viel Schwung.